# ATGolf
 (mars 2024).
Si vous disposez d'ouvrages ou d'articles de référence ou si vous connaissez des sites web de qualité traitant du thème abordé ici, merci de compléter l'article en donnant les références utiles à sa vérifiabilité et en les liant à la section « Notes et références ».
ATGolf est un club de golf belge sans terrain qui propose la carte officielle fédérale de la Fédération royale belge de golf (FRBG), liée à une des deux fédérations, VVG en Flandre et AFG en Wallonie, ainsi que la gestion complète du handicap durant l'année.